# Caenis candida
Caenis candida är en dagsländeart som beskrevs av Harper 1981. Caenis candida ingår i släktet Caenis och familjen slamdagsländor. Inga underarter finns listade i Catalogue of Life.